# Força de Apoio Estratégico do Exército de Libertação Popular
A Força de Apoio Estratégico do Exército de Libertação Popular  é a força de guerra espacial, cibernética, política e eletrônica e o 5º ramo do Exército de Libertação Popular (PLA). Foi criado em dezembro de 2015 como parte da primeira onda de reformas militares chinesas .
Com o objetivo de melhorar a capacidade do exército de combater o que a China chama de "conflitos informatizados"  e melhorar as capacidades de projeção de poder do ELP no espaço e no ciberespaço, o PASSF é uma nova força supostamente projetada para romper barreiras no compartilhamento de inteligência. e departamentos de coordenação dos diferentes ramos.

## História
Na Parada do Dia da Vitória na China de 2015, o secretário-geral do Partido Comunista Chinês (PCC) e presidente da Comissão Militar Central (CMC) , Xi Jinping, anunciou reformas abrangentes na estrutura do Exército de Libertação do Povo Chinês (ELP) e no aparato de segurança do Estado. Em 22 de dezembro de 2015, o boletim informativo chinês do ELP, Liberation Army Daily, informou que, como parte dos exercícios militares conjuntos que ocorreram naquele mesmo ano, forças de apoio estratégico e logístico foram incluídas nesses exercícios, juntamente com a Inteligência e outras unidades de alto perfil entre o Comissão Militar Central. </link>
Em 31 de dezembro de 2015, a Força de Apoio Estratégico do ELP realizou a sua primeira reunião anual no Edifício Bayi, em Pequim. Estiveram presentes a liderança do CMC e os líderes da Força Terrestre e da Força de Foguetes do PLA. O presidente da CMC, Xi Jinping, também esteve presente, distribuindo bandeiras militares e discursos instrutivos, juntamente com os vice-presidentes da CMC e membros do Departamento Político do PCC, Fan Changlong e Xu Qiliang . Fan Changlong leu as ordens e decisões da CMC emitidas pelo Presidente Xi sobre a formação da liderança e das forças do ELP, enquanto o Vice-Presidente Xu Qiliang presidiu a reunião.
Em 1º de janeiro de 2016, no dia seguinte, Yang Yujun, do Ministério da Defesa Nacional chinês, emitiu uma declaração sobre a nova Força de Apoio Estratégico, descrevendo-a como formada pela "integração funcional" de várias forças de apoio que são estratégicas, básicas e de apoio. Outro especialista, o contra-almirante Yin Zhuo da Marinha do ELP, observou:

The major mission of the PLA Strategic Support Force is to give support to the combat operations so that the PLA can gain regional advantages in the space warfare and cyber warfare domains, and to ensure smooth operations.
Especificamente, os objetivos da força de apoio estratégico deveriam incluir: </link>
- aquisição de alvo
- reconhecimento
- realizando operações diárias de navegação, reconhecimento espacial e gerenciamento de satélites Beidou
- empreender guerra e contramedidas eletrônicas e cibernéticas

Ao contrário da Força de Foguetes do PLA, a Força de Apoio Estratégico é mais dedicada à Guerra de Informação de 5ª Geração e está estruturada para atuar no espaço de informação, com ênfase em contramedidas eletrônicas, ataque e defesa de rede, gerenciamento de satélites e algumas das funções de fornecimento logístico. e despacho. Também é responsável por operações de influência, guerra cibernética e guerra eletrônica .
Em 24 de julho de 2019, o livro branco do governo "A Defesa Nacional da China numa Nova Era", publicado pelo Gabinete de Informação do Conselho de Estado, declarou:

The strategic support force is a new type of combat force to maintain national security and an important growth point for new combat capabilities, including battlefield environment protection, Information Assurance and Communication Security, Information Security, testing and integrating emerging technologies, among other things.[carece de fontes?]

## Estrutura organizacional
A liderança e os funcionários administrativos do PLASSF estão estacionados na sua sede no distrito de Haidian, em Pequim ; os departamentos funcionais e a liderança das unidades subordinadas estão estacionados aqui. O PASSF supervisiona todas as unidades responsáveis pela guerra psicológica, guerra de informação, guerra espacial, guerra cibernética e operações de guerra eletrônica anteriormente subordinadas ao antigo Departamento de Estado-Maior .
Isso inclui as capacidades de espionagem cibernética do antigo Terceiro Departamento, as medidas de apoio eletrônico do antigo Quarto Departamento e os sistemas ISR baseados no espaço e o Gabinete de Reconhecimento Aeroespacial e a Estação Principal de Satélite, o Departamento Político Geral e o Departamento Geral de Armamentos, incluindo o lançamento, instalações de telemetria, rastreamento e controle e organizações de pesquisa e desenvolvimento.

### Departamentos funcionais

#### Departamento de Estado-Maior Geral
O Departamento de Estado-Maior está sob a direção do Almirante Li Shangfu, Chefe do Estado-Maior. Seus vice-chefes de gabinete são o major-general Sun Bo e o major-general Zhang Minghua. Subordinado ao Departamento de Estado-Maior está o Centro de "Reabilitação" PASSF Xingcheng.

#### Departamento de Trabalho Político
O Departamento de Trabalho Político está sob a direção do Tenente General Feng Jianhua. Seus vice-diretores são o major-general Chen Jinrong e o major-general Huang Qiusheng. Subordinado ao Departamento Político está o Bureau Político.

#### Comissão de Inspeção Disciplinar
Também chamada de Comissão de Fiscalização da PLASSF, a Comissão de Inspeção Disciplinar é liderada pelo Tenente-General Yang Xiaoxiang, Secretário. O papel da Comissão de Inspeção Disciplinar é realizar vigilância e realizar "inspeções disciplinares" aos membros do PASSF, de acordo com o artigo 68 da "Lei de Supervisão" de março de 2018, aprovada pela 13ª Assembleia Popular Nacional . O cargo de Secretário foi originalmente ocupado pelo Vice-Comissário Político Lu Jiancheng (2016 – 2019). Subordinado à Comissão de Inspeção Disciplinar está o Serviço de Inspeção Disciplinar.

#### Departamento de Sistemas Espaciais
Estacionado no distrito de Haidian, em Pequim, o Departamento de Sistemas Espaciais (SSD) do PLASF é a consolidação de todos os sistemas C4ISR baseados no espaço do PLA. A partir de 2018, é chefiado pelo Tenente General Shang Hong, com o Tenente General Kang Chunyuan atuando como comissário político. O Departamento de Sistemas Espaciais também supervisiona todas as bases de lançamento espacial, incluindo:
- Unit 63600 - 20th Experimental Training Base (中国人民解放军第二十试验训练基地) / Jiuquan Satellite Launch Center (中国酒泉卫星发射中心) (Predefinição:Aka Dongfeng Base or Dongfeng Aerospace City): Stationed at Bugeyin Arila in Dongfeng Town in the Ejin Banner of the Alxa League of Inner Mongolia, Jiuqian was one of the first aerospace launch facilities ever constructed in China.  Along with conducting air reconnaissance, it is the main base for testing and launching "Long March" series of carrier rockets, missiles, various test satellites meant for low and medium orbits, application satellites, and crewed spacecraft. The base is also responsible for the main recovery missions.
- Unit 63650 - 21st Experimental Training Base (中国人民解放军第二十一试验训练基地) / Malan Nuclear Test Base (中国核试验基地): Stationed at the western ends of Lop Nur and Nairenkeer Townships of Heshuo County in the Bayingoleng Mongolian Autonomous Prefecture of the Xinjiang Uyghur Autonomous Region, Base 21 serve as a nuclear launch and test site.  It is the home of military unit designated in declassified literature as Unit 0673.  According to Chinese public statements, the Base hasn't conducted nuclear weapons testing, but there is no way to verify.  Aside from that, it is the home to various Scientific and Technological research projects.
- Unit 63680 - 23rd Experimental Training Base (中国人民解放军第二十三试验训练基地) / Aerospace Ocean Survey Ship Base (航天远洋测量船基地): Stationed at Jiangyin City in the Jiangsu Province, the base was established in 1978 as a harbor for Yuanwang Class Aerospace Survey Ships used to track missiles and rocket launches as part of the testing of the Dongfeng series ballistic missiles.  The base is under the direction of Major General Wu Jingao with Major General Zhuang Yan as his Political Commissar.
- 25th Experimental Training Base (中国人民解放军第二十五试验训练基地) / Taiyuan Satellite Launch Center (中国太原卫星发射中心): Stationed in Kelan County of Xinzhou City in the Shanxi Province, the launch base was constructed in March 1967 under Project 3201 as a response to the breakdown of Sino-Soviet relations.  The base was constructed deep in the mountains and deliberately misnamed as part of the Chinese strategy of "backing, concealment, and dispersion". The site mostly served as a nuclear missile site and as a detachment of Jiuqian until its breakaway in January 1976. The launch center was opened to international commercial launches in the 1990s with its launch of two U.S. Iridium satellites into orbit.
- Unit 63750 - 26th Experimental Training Base (中国人民解放军第二十六试验训练基地) / Xi'an Satellite Measurement and Control Center (中国西安卫星测控中心): Stationed at No. 28 Xianning East Road in Xi’an City of Shaanxi Province, the base was established in September 1975 as a missile measurement and tracking base and is now the operations and control center for China Aerospace and the backup flight control center for Beijing Aerospace. They conduct launch monitoring, tracking and measurement, as well as launch recovery.
- Unit 63790 - 27th Experimental Training Base (中国人民解放军第二十七试验训练基地) / Xichang Satellite Launch Center (西昌卫星发射中心): Headquartered on the Hangtian North Road of Xichang City in the Sichuan Province. It is also home to the Wenchang Aerospace Launch Site.
- Unit 63880 – 33rd Experimental Training Base (中国人民解放军第三十三试验训练基地) / Luoyang Electronic Equipment Test Center (中国洛阳电子装备试验中心): Stationed at Luoyang in the Henan Province, Base 33 serves as the metrology and instrument measurement center. They also conduct astronomical mapping and surveying. This base is one of the most restricted bases in China and was off limits to foreigners until the 1980s during the decommission of various military installations.  However, it is still in use and under the control of the CMC Equipment Development Department.
- China Aerodynamics Research and Development Center (29th Testing and Training Base)
- Space Telemetry, Tracking, and Control
- Beijing Aerospace Flight Control Center
- Telemetry, Tracking, and Control Stations
- Aerospace Reconnaissance Bureau
- Satellite Main Station
- Aerospace Research and Development Center
- Project Design Research Center
- Astronaut Corps

#### Departamento de Sistemas de Rede
O  zh (NSD) é a integração de todas as capacidades de informação e guerra cibernética do PLA e acredita-se que tenha assumido muitas das capacidades anteriormente detidas pelo Terceiro e Quarto Departamentos do PLA. A partir de 2018, era chefiado pelo tenente-general Zheng Junjie, tendo o tenente-general Chai Shaoling como comissário político, ambos também membros em exercício do 13º Congresso Nacional do Povo .
- Unidade 61398 (中國人民解放軍61398部隊) / " APT 1 " : Estacionada no distrito de Pudong, em Xangai, há rumores de que a Unidade 61398 seja uma unidade militar secreta de hackers dentro do Segundo Bureau do Departamento Político do CMC. Embora seja reconhecido pelo Governo dos EUA, a sua existência tem sido repetidamente negada pelo Governo Chinês.
- Unidade 61486 (中國人民解放軍61486部隊) / "Putter Panda" : Unidade 61486 foi a designação para o Décimo Segundo Bureau do Departamento Político do CMC que foi pego cometendo espionagem cibernética em empresas aeroespaciais americanas, europeias e japonesas com a intenção de roubar segredos .
- Unidade 61726 (中國人民解放軍61726部隊) / "Sexto Bureau" (中國人民解放軍總參謀部第三部第六局的代號) : Estacionada no distrito de Wuchang, em Wuhan, no Província de Hubei, é uma força "hacker" dedicada à guerra cibernética visando especificamente Taiwan .[12][13][14][15] Eles estão diretamente subordinados ao sexto departamento do Departamento de Trabalho Político do CMC e ao Departamento de Sistemas de Rede SSF. Eles se originaram como Unidade 57316 estacionada em Jingmen antes de transferir sua sede para Wuhan no início dos anos 2000.[16] O Sexto Bureau tem escritórios em toda a China Central, incluindo: cidade de Xiamen na província de Fujian, vila de Ziling na cidade de Jingmen e cidade de Xiangyang na província de Hubei, cidade de Nanchang e município de Xiaobu no condado de Ningdu de Ganzhou na província de Jiangxi, e distrito de Panlong em Kunming. Cidade na província de Yunnan .[16] Suspeita-se que o destacamento de Nanchang seja um destacamento de treinamento. Suspeita-se também que o sexto departamento esteja integrado no Colégio Nacional de Segurança Cibernética da Universidade de Wuhan e nos seus centros de investigação e laboratórios associados.[17]
- Unidade 61786 (中国人民解放军61786部队) / "Oitavo Bureau" (八局) : Estacionado no sopé da cordilheira Yan, é um instituto de pesquisa de tecnologia da informação responsável por interceptar comunicações da Rússia e da Ásia Central .[18] Em 2011, foi elogiada como a unidade de desenvolvimento mais talentosa do PLA.
- NSD 56th Research Institute (第56研究所) / Jiangnan Institute of Computing Technology (江南计算技术研究所) : Estacionado na cidade de Wuxi, na província de Jiangsu . Fundado em junho de 1951, foi o primeiro instituto de pesquisa em ciência da computação e engenharia do PLA. Eles também realizam pesquisas sobre sistemas de rede e comunicações, garantia de informações e segurança cibernética. Este é o lar do primeiro supercomputador da China, do seu primeiro computador de GHz e dos primeiros 100 Computador de GHz. Na década de 2010, o instituto tornou-se a potência computacional do PLA, com linhas de produção automatizadas de PCB, desenvolvimento de software CAD, uma biblioteca de pesquisa e instalações residenciais em grande escala. Em 2016, o instituto empregava mais de 200 engenheiros seniores, juntamente com estudantes de graduação e doutorado de toda a China.
- 58º Instituto de Pesquisa NSD (中国人民解放军战略支援部队第五十八研究所) - sediado em Pequim.
- PLA 316º Hospital (中国人民解放军第三一六医院) - estacionado em Pequim.

Lista de bases militares sob o NSD: 
- Base Nocional 31, Nanjing
- Base Nocional 32, Guangzhou
- Base Nocional 33, Chengdu
- Base Nocional 34, Shenyang
- Base Nocional 36, Pequim
- Base Nocional 38, Kaifeng

### Unidades diretamente subordinadas
- Brigada de Contramedidas Eletrônicas da SSF (电子对抗旅) Pouco se sabe sobre esta unidade.

- Centro Médico Especial da Força de Apoio Estratégico do PLA (中国人民解放军战略支援部队特色医学中心)

Estacionado no nº 9 Anxiang Beili, Deshengmen Wai, distrito de Chaoyang de Pequim, foi fundado em 1971 como o 514º Hospital da Comissão de Ciência, Tecnologia e Indústria para Defesa Nacional. Em 1997, passou a ser Hospital Geral da Comissão de Ciência, Tecnologia e Indústria de Defesa Nacional. Em março de 1999, foi redesignado como 306º Hospital do PLA. Após as reformas de 2015, a Força de Apoio Estratégico assumiu a autoridade deste hospital. O reitor do hospital é o major-general Gu Jianwen e seu comissário político é o major-general Zhang Yucai. </link>
- Unidade 61716 - Base 311 do Exército de Libertação Popular (中国人民解放军三一一基地) Estacionada na Rua Yuandang nº 15, Baima North Road, no distrito de Gulou de Fuzhou, na província de Fujian, a Base Trinity foi fundada em 2005 sob o controle de o Departamento Político do ELP para conduzir operações de “ três guerras ” contra Taiwan .[20] As "três guerras" são "Guerra de Opinião Pública, Guerra Psicológica e Guerra Legal". Em 2011, a base foi designada como o ponto focal de todos os esforços de guerra psicológica contra Taiwan, incluindo a assistência na transmissão de programas de propaganda através de estações de rádio chinesas como Huayi Broadcasting (中国华艺广播公司) e Voice of the Strait . A própria base também está nas redes sociais .[20] Em 2016, o PASSF assumiu o controle da base. A base está sob a direção do Comissário Político, Major General Mei Huabo.[21]

#### Universidades PLASSF
- Universidade de Engenharia Aeroespacial PASSF : Localizada em Pequim, sob a liderança e gestão do Departamento de Sistemas Espaciais, a universidade foi fundada em junho de 1978 como uma "Escola de Quadros" sob a Comissão Nacional de Ciência e Tecnologia de Defesa. Em 1982, a Comissão de Ciência, Tecnologia e Indústria para a Defesa Nacional assumiu a autoridade da escola e, em 1986, transformou a escola em Escola de Comando e Tecnologia. Em 1999, o departamento de Armamentos Gerais do PLA assumiu a autoridade e renomeou a escola para Academia Chinesa de Comando e Tecnologia de Equipamentos do PLA. Permaneceu assim até 2011, quando o nome foi abreviado para Academia de Equipamentos do Exército de Libertação do Povo Chinês. Em 2016, no âmbito das reformas militares, a academia foi transferida para a Divisão de Gestão de Formação da Comissão Militar Central, onde foi reconstruída na Universidade de Engenharia Aeroespacial no âmbito da Força de Apoio Estratégico. Hoje, a universidade tem mais de 20 cursos de graduação, 12 programas de pós-graduação, 5 programas de doutorado e 3 estações de pesquisa de pós-doutorado. O Reitor é o Major General Zhou Zhixin e o Comissário Político é o Major General Ji Duo. </link>[ <span title="This claim needs references to reliable sources. (December 2023)">carece de fontes</span> ]
- Universidade de Engenharia de Informação PASSF : Localizada nas cidades de Zhengzhou e Luoyang na província de Henan, sob a liderança e gestão do Departamento de Sistemas de Rede, a escola foi fundada em outubro de 1971 pela 5ª Brigada de Engenharia de Rádio da 1ª Escola de Língua Estrangeira do PLA no Instituto Chinês de Engenharia e Tecnologia do PLA em Zhangzhou.[19] Em janeiro de 1981, o Departamento de Matemática Aplicada e o Departamento de Processamento de Informações da Universidade Chinesa de Línguas Estrangeiras PLA Luoyang foram transferidos para o Instituto de Engenharia e Tecnologia. Em julho de 1986, o nome foi mudado para Instituto Chinês de Engenharia de Informação do PLA. Em junho de 1991, o secretário-geral do PCC, Jiang Zemin, escreveu a seguinte inscrição para a escola: "Promover o espírito escolar de estrita diligência, unidade e dedicação, e estabelecer uma academia militar de ciência e engenharia distinta e de alto nível." Em 1995, foi identificada pela Comissão Militar Central como uma das 17 principais academias de construção do ELP. Os seguintes institutos estão subordinados ao IEU:
  - Departamento de Pesquisa C&T (科研部)
  - Departamento de Treinamento (训练部)
  - Academia de Sistemas de Informação de Comando (指挥信息系统学院)
  - Academia de Tecnologia Eletrônica (电子技术学院)
  - Academia de Engenharia de Criptografia (密码工程学院)
  - Academia de Línguas Estrangeiras (外国语学院) em Luoyang
  - Academia de Informação Geoespacial (地理空间信息学院)
  - Academia de Segurança do Ciberespaço (网络空间安全学院)
  - Academia de Engenharia de Alvos Aeroespaciais e de Navegação (导航与空天目标工程学院)
  - Academia de Educação Básica de Oficial de Comando (指挥军官基础教育学院)
  - Blockchain Academy (区块链研究院; localizada em Shenzhen )

Quanto ao Centro de Controle de Voo Aeroespacial de Pequim, eles têm a tarefa de realizar monitoramento, rastreamento e medição de lançamento, bem como recuperação de lançamento.

##### Unidade 63790 - 27ª Base de Treinamento Experimental /Centro de Lançamento de Satélites de Xichang
Com sede na Hangtian North Road da cidade de Xichang, na província de Sichuan . É também o lar do Local de Lançamento Aeroespacial de Wenchang .

##### Unidade 63880 - 33ª Base de Treinamento Experimental / Centro de Testes de Equipamentos Eletrônicos de Luoyang
Estacionada em Luoyang, na província de Henan, a Base 33 serve como centro de metrologia e medição de instrumentos. Eles também realizam mapeamento e levantamento astronômico. Esta base é a mais restrita da China e esteve fora do alcance de estrangeiros até a década de 1980, durante o desmantelamento de várias instalações militares. No entanto, ainda está em uso e sob o controle do Departamento de Desenvolvimento de Equipamentos da CMC.
- Centro de Pesquisa e Desenvolvimento Aerodinâmico da China (29ª Base de Testes e Treinamento)
- Telemetria, Rastreamento e Controle Espacial
- Centro de Controle de Voo Aeroespacial de Pequim
- Estações de telemetria, rastreamento e controle
- Bureau de reconhecimento aeroespacial
- Estação Principal de Satélite
- Centro de Pesquisa e Desenvolvimento Aeroespacial
- Centro de Pesquisa em Design de Projetos
- Corpo de Astronautas

## Classificações

### Alistado
Atualmente (2019-2024)
O avião de transporte de grande porte Y-20 desenvolvido internamente pela China realizou pela primeira vez uma operação militar de grande escala em uma situação diferente da guerra, chegando na quinta-feira a Wuhan, epicentro do surto de COVID-19, com reforços médicos e suprimentos para se juntar à batalha contra a epidemia.
A chegada da aeronave estratégica caseira se tornou outro impulso de confiança para o povo chinês e mostrou a determinação da China em eliminar a ameaça do coronavírus o mais rápido e eficaz possível, disseram analistas.
Um total de 11 aeronaves de transporte da Força Aérea do Exército de Libertação do Povo Chinês (ELP), incluindo vários Y-20, Il-76 e Y-9, chegaram ao Aeroporto Internacional Tianhe de Wuhan de vários locais da China na manhã de quinta-feira, carregando um equipamento médico militar Um total de 11 aeronaves de transporte da Força Aérea do Exército de Libertação do Povo Chinês (ELP), incluindo vários Y-20, Il-76 e Y-9, chegaram ao Aeroporto Internacional Tianhe de Wuhan de vários locais da China na manhã de quinta-feira, transportando uma equipe médica militar de 947 pessoas e 74 toneladas de suprimentos médicos, informou a mídia nesta quinta-feira. Fevereiro de 2020.